# Казармы Рождественской мануфактуры П. В. Берга
Казармы Рождественской мануфактуры П. В. Берга — прифабричные жилые дома для рабочих в Твери. 

## История
Три пятиэтажных здания были выстроены в 1901, 1904 и 1905 годах по проекту архитектора Карла Шмидта.
Общежитие 45 находится в аварийном положении. Фасад дома обрушается.
В 2019 году дом официально признан аварийным, жители готовятся к переселению.

## Описание
Три одинаковых здания были выстроены для рабочих Товарищества Рождественской мануфактуры П. В. Берга, в которую входили прядильная и ткацкая фабрики, а также несколько заводов. Утилитарным постройкам из кирпича петербургский архитектор придал готические черты. Особенно интересны торцевые фасады с остеклёнными лестничными клетками. Форма трёх огромных окон повторяет ход лестничных маршей. Тот же приём спустя десять лет использовал архитектор В. К. Терский в Морозовском городке по соседству.

## Галерея

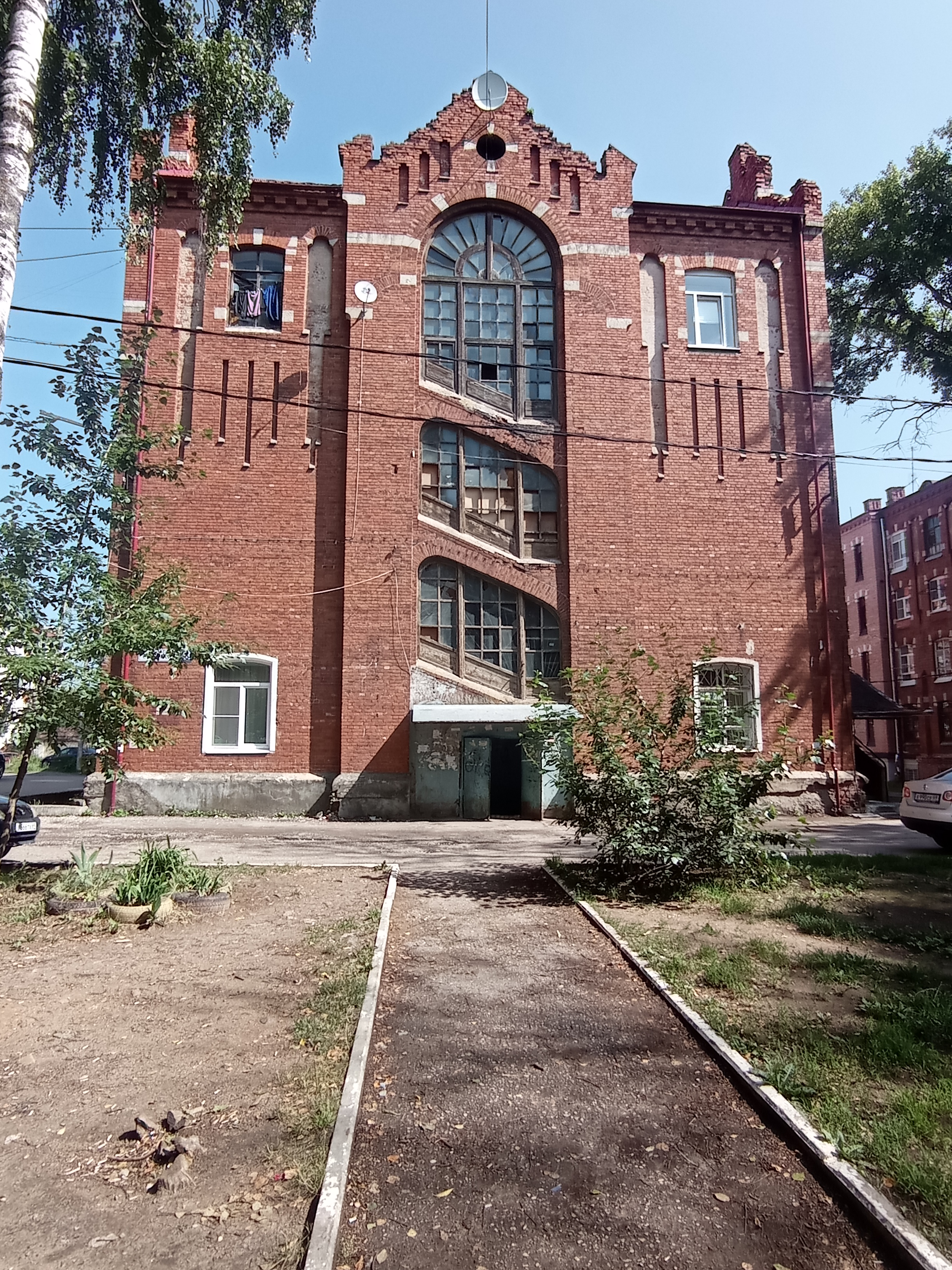
Торцевой фасад
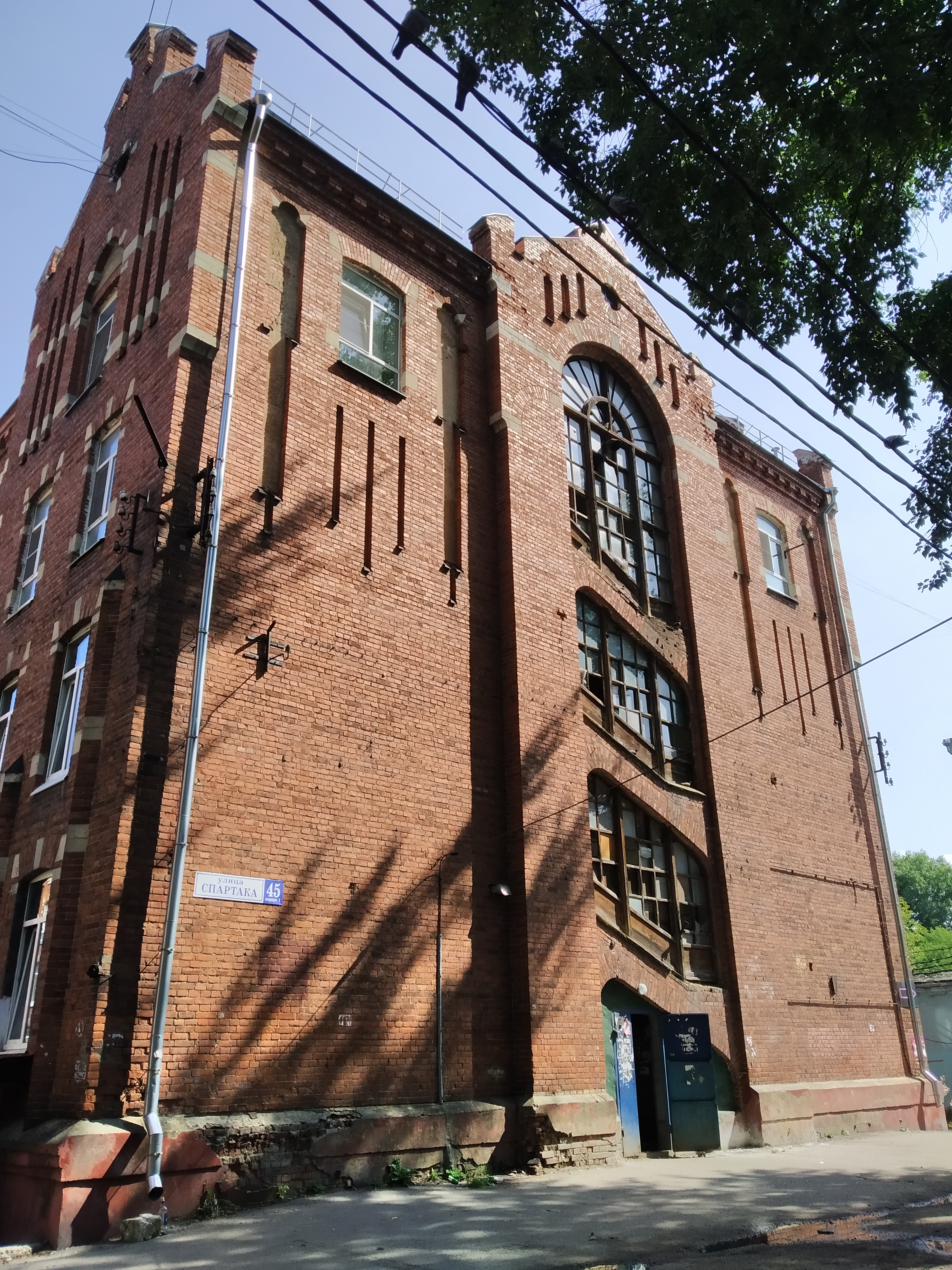
Торцевой фасад
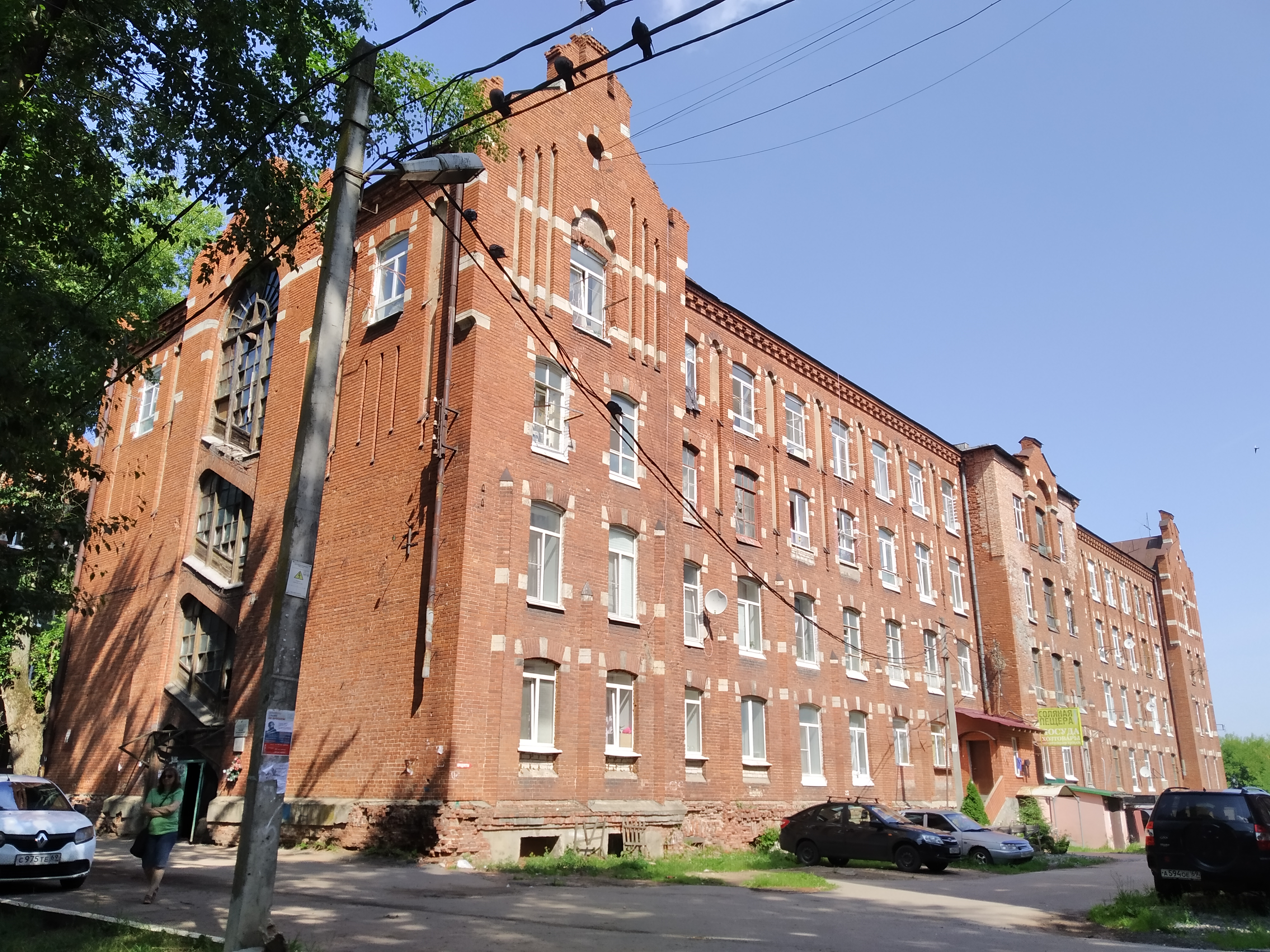
Боковой фасад
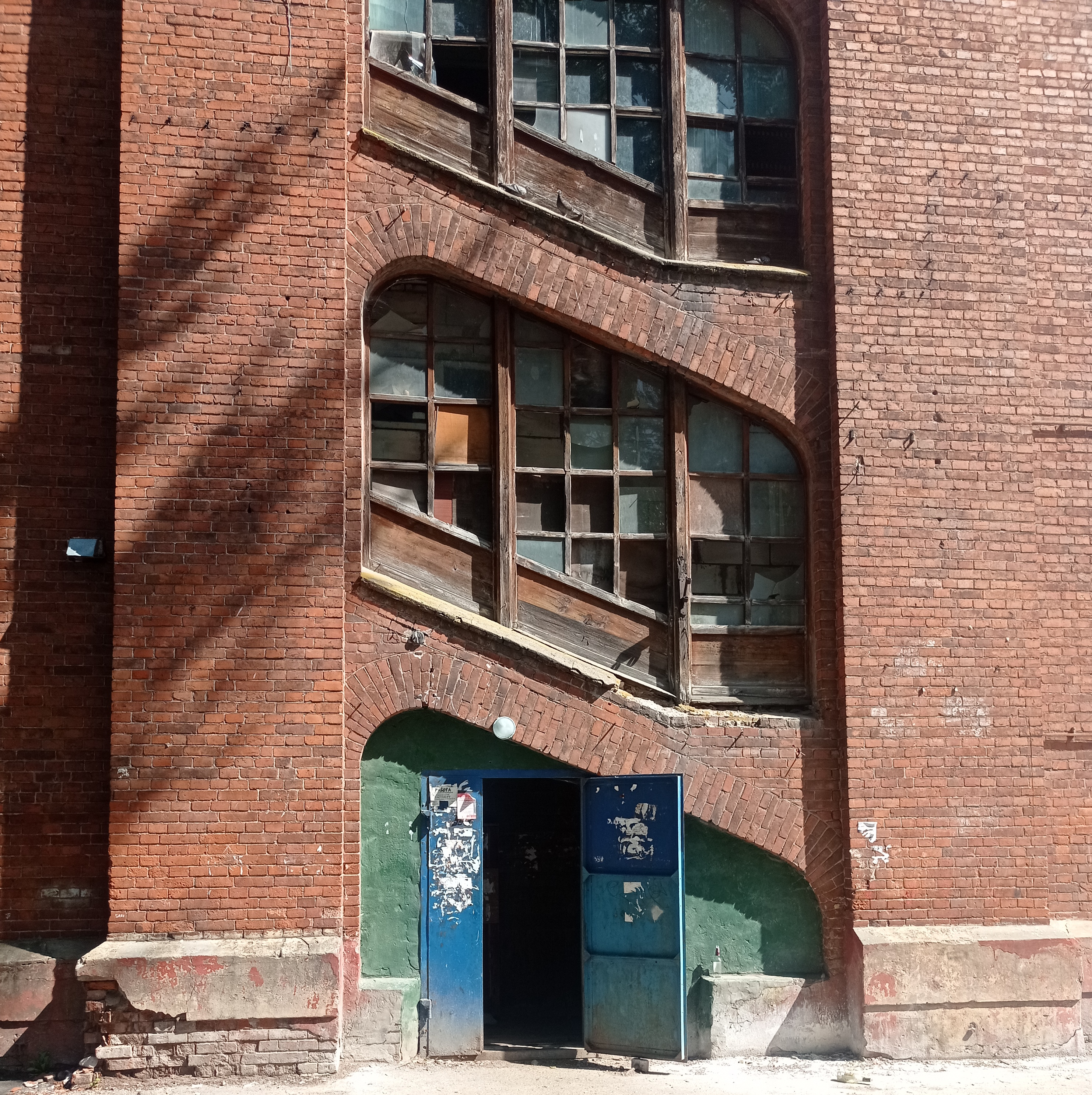
Подъезд и лестничные окна